# Moses Polakoff
Moses Polakoff (* 24. März 1896 in der Lower East Side von Manhattan; † 12. Juni 1993 ebenda) war ein US-amerikanischer Rechtsanwalt. Insbesondere wurde er durch seine Tätigkeit für die Mobster Meyer Lansky und Lucky Luciano bekannt.

## Leben

### Frühe Jahre
Polakoff besuchte die Townsend Harris High School, eine öffentliche Schule, die Stipendien ausgab. Im Ersten Weltkrieg diente er in der US Navy; nach dem Krieg studierte er an der New York Law School. Nach seinem Abschluss war er bis 1921 in der Firma Hayward & Clark tätig, wurde dann aber Assistent des Staatsanwaltes von New York City. 1924 heiratete er Ruth Kirsch, welche er in den Büros der Staatsanwaltschaft kennengelernt hatte. 1925 machte er sein eigenes Anwaltsbüro auf, welches er bis 1989 betrieb.
Die Klientel von Polakoff war weit gestreut; unter anderem vertrat er in den frühen 1940er Jahren auch den Boxer Jack Dempsey und dessen Frau Hannah Williams. Er war der Rechtsvertreter für zahlreiche Nachtclubs, wozu auch der bekannte The Versailles Club gehörte.

### Lucky Luciano
Der Prozess gegen Lucky Luciano begann am 11. Mai 1936. Die Anklage von Thomas E. Dewey warf ihm Zuhälterei vor.

“Frankly, my witnesses are prostitutes, madams, heels, pimps and ex-convicts….I wish to call to your attention that these are the only witnesses we could possibly have brought here. We can't get Bishops to testify in a case involving prostitution. And this combination was not run under the arch lights of Madison Square Garden. We have to use the testimony of bad men to convict other bad men.”

„Offen gesagt, meine Zeugen sind Prostituierte, Puffmütter, Zuhälter, Rumtreiber und Ex-Sträflinge..Ich wünsche ihnen zur Kenntnisnahme mitzuteilen, dass diese Zeugen die einzigen sind, wo es möglich war sie hierher zu bringen. Einen Bischof, der in Prostitution verwickelt war, haben wir nicht bekommen. Und dieser Zusammenhang fand nicht unter dem grellen Licht des Madison Square Garden statt. Wir müssen die Aussagen schlechter Männer benutzen, um andere schlechte Männer zu verurteilen.“

Insgesamt sagten 68 Zeugen, davon 40 Prostituierte, im Prozess aus und Luciano wurde zu 30–50 Jahren verurteilt, die er im Clinton Correctional Facility in Dannemora im Clinton County (New York) antreten musste; letztlich wurden daraus aber nur zehn Jahre. Die Verurteilung schockierte die Mobster der La Cosa Nostra, urteilte später der Pentito Joe Valachi bei seinen eigenen Aussagen vor den US-amerikanischen Behörden.
Trotz dieser zwielichtigen Zeugen und der Hinzuziehung des Anwalts George Wolf – einen erfahrenen Strafverteidiger – gelang es Polakoff nicht, Luciano erfolgreich zu verteidigen, obwohl zahlreiche Fehler in der Anklage offengelegt werden konnten. So hatte ein Zeuge Lucky Luciano in seinem Leben – nach eigenen Angaben – nie selbst gesehen. Außerdem soll Polakoff selbst bei einem der Treffen im Waldorf Astoria, wo Luciano wohnte, gesehen worden sein.

“I was never at his Waldorf apartment.”

„Ich war nie in seinem [Lucky Luciano] Apartment im Waldorf.“

Allerdings gelang es später auf andere Weise, die Haftstrafe von Luciano zu verkürzen; so wurde Polakoff Verbindungsmann zwischen Luciano und dem Geheimdienst der Marine, als dieser mit Luciano während des Zweiten Weltkriegs eine Zusammenarbeit begann. Polakoff hatte an den Bewährungsausschuss geschrieben, dass Luciano für eine Zusammenarbeit bereitstünde.
Insbesondere soll am 11. April 1942 ein Frühstück im Restaurant Longchamps in der West 58th Street mit Meyer Lansky, Polakoff, Distriktstaatsanwalt Murray Gurfein und dem Nachrichtenoffizier Charles Haffenden stattgefunden haben. Da die Entfernung von Lucianos Haftanstalt von Polakoff und Lansky als zu weit betrachtet wurde, um einen ständigen Kontakt einzurichten, schlugen beide vor, Luciano nach Sing Sing zu verlegen, was jedoch abgelehnt wurde. Dafür wurde Luciano am 12. Mai 1942 von Dannemora in das Meadow Prison in Comstock (New York) verlegt, wo der Geheimdienst der Marine diskrete Treffen mit ihm durchführen konnte.
Luciano ging auf das Angebot ein; als Gegenleistung verlangte er eine merkliche Reduzierung seiner Haftstrafe. Außerdem bestand Luciano auf absolute Verschwiegenheit hinsichtlich seiner Mitarbeit, da er vermutlich bereits damit rechnete, aufgrund seiner fehlenden Staatsbürgerschaft, später nach Italien abgeschoben zu werden. Nach dem Weltkrieg leugnete die US-Marine offiziell jegliche Zusammenarbeit mit Luciano, Meyer Lansky oder anderen kriminellen Personen. Eine 1954 durchgeführte offizielle Untersuchung des Untersuchungsrichters des Bundesstaates New York, William B. Herlands, kam zum Schluss, dass „Salvatore Lucania“ sowie weitere wichtige Exponenten der Mafia während des Zweiten Weltkriegs aktiv an den militärischen Aktivitäten der USA mitgewirkt hatten. (siehe ausführlich Lucky Luciano: Zweiter Weltkrieg)
Polakoff konnte 1946 bei Thomas E. Dewey dann tatsächlich die Freilassung von Luciano erreichen. Bereits im Februar 1943 hatte George Wolf Berufung gegen die Höhe der verhängten Strafe von Luciano eingelegt. Im Jahre 1945 wurde Luciano daraufhin vor einen Begnadigungsausschuss zitiert.
Luciano musste allerdings das Land verlassen und ging nach Neapel. Als Luciano am 8. Februar 1946 auf Pier 7 an Bord seines Schiffes ging, gehörte auch Polakoff zu den Gästen, die ihn verabschiedeten.

### Reputation
Polakoffs Arbeit für Gangstergrößen war nicht unumstritten. Während einer Anhörung vor dem Kefauver Committee wurde er sinngemäß von dem republikanischen Senator Charles W. Tobey aus New Hampshire gefragt, wie er für solche Leute arbeiten könne.

“If I were Council and this dirty rat came in, I would say ‘Your entiteled to representation but you can't get it from me. I will have no fellowship with you. Get out of my office and find your representaion somewhere else.’”

„Wenn ich ein Berater wäre und diese dreckige Ratte käme herein, würde ich [zu ihr] sagen: ‚Sie sind unschuldig bis Ihnen das Gegenteil bewiesen wird, aber von mir werden sie es nicht bekommen. Ich möchte nicht mit Ihnen in Verbindung stehen. Verlassen Sie mein Büro und suchen sich irgendwoanders ihre Vertretung.‘“

Auch in der Presse hatte Polakoff deshalb einen schlechten Ruf. Als 1957 das New York World-Telegram ihn wegen seiner Verbindung als zwielichtig darstellte, verklagte er das Blatt erfolgreich vor Gericht.
Moses Polakoff starb im Alter von 97 Jahren eines natürlichen Todes in seinem Appartement in Manhattan. Seine Ehefrau, mit welcher er drei Töchter hatte, war bereits 1955 verstorben.

## Filme und Filmzitate
Im Film Meyer Lansky – Amerikanisches Roulette von 1999 wird Moses Polakoff durch den Schauspieler Ron Perkins verkörpert. Insbesondere wird in einer Szene die Situation nachgestellt, als der Senator Charles Tobey Polakoff im Kefauver Committee ihn persönlich angreift.